# Elszka
Elszka – struga, na Żuławach Wiślanych w gminach Pasłęk i Elbląg.
Długość Elszki wynosi 17 km. Struga wypływa na pograniczu Wysoczyzny Elbląskiej i Równiny Warmińskiej na wysokości 80 m n.p.m. Dalej płynie na zachód przez Stegny, Marianka, Zielony Grąd i uchodzi do jeziora Druzno. 
Jej zlewnia zajmuje powierzchnię 58,9 km² i obejmuje obszar rolniczy. Dolny odcinek jest obwałowany i skanalizowany, przepływa przez płaski teren Żuław Wiślanych.
Górna część zlewni znajduje się w obrębie Słobickiego Obszaru Chronionego Krajobrazu. Zaś dolna na terenie Obszaru Chronionego Krajobrazu Jeziora Drużno i obszaru Natura 2000 Jezioro Drużno PLB280013.
Przeprowadzone w 2004 roku badania stanu czystości wód wykazały IV klasę czystości.